# Matías Pérez García
Matías Augusto Pérez García (* 13. Oktober 1984 in Tartagal) ist ein argentinischer Fußballspieler, der meist als Mittelfeldspieler eingesetzt wird. Er steht seit Juli 2014 bei den San José Earthquakes unter Vertrag.

## Vereinskarriere
Pérez García begann seine Karriere bei seinem Jugendverein CA Lanús in der ersten argentinischen Liga. Nachdem er sich dort nicht durchsetzen konnte, wechselte er für mehrere Jahre zu den zweitklassigen Vereinen CAI Comodoro Rivadavia und CA Talleres. 2007 wechselte er nach Uruguay und spielte dort für den Club Atlético Cerro. Nach zwei Leihen in Argentinien und in der Frankreich, unterschrieb er einen Vertrag in Chile bei CF Universidad de Chile. Als er auch dort nicht zu den erhofften Einsatzzeiten kam, ging er zurück nach Argentinien und spielte dort für weitere drei Jahre für die All Boys und den CA Tigre.
Am 31. Juli unterschrieb er einen Vertrag beim US-amerikanischen Erstligisten San José Earthquakes. Am 8. August 2014 absolvierte er sein erstes Pflichtspiel in der Major League Soccer gegen Los Angeles Galaxy, in dem er auch sein erstes Tor für die Earthquakes schoss.